# Daifuku

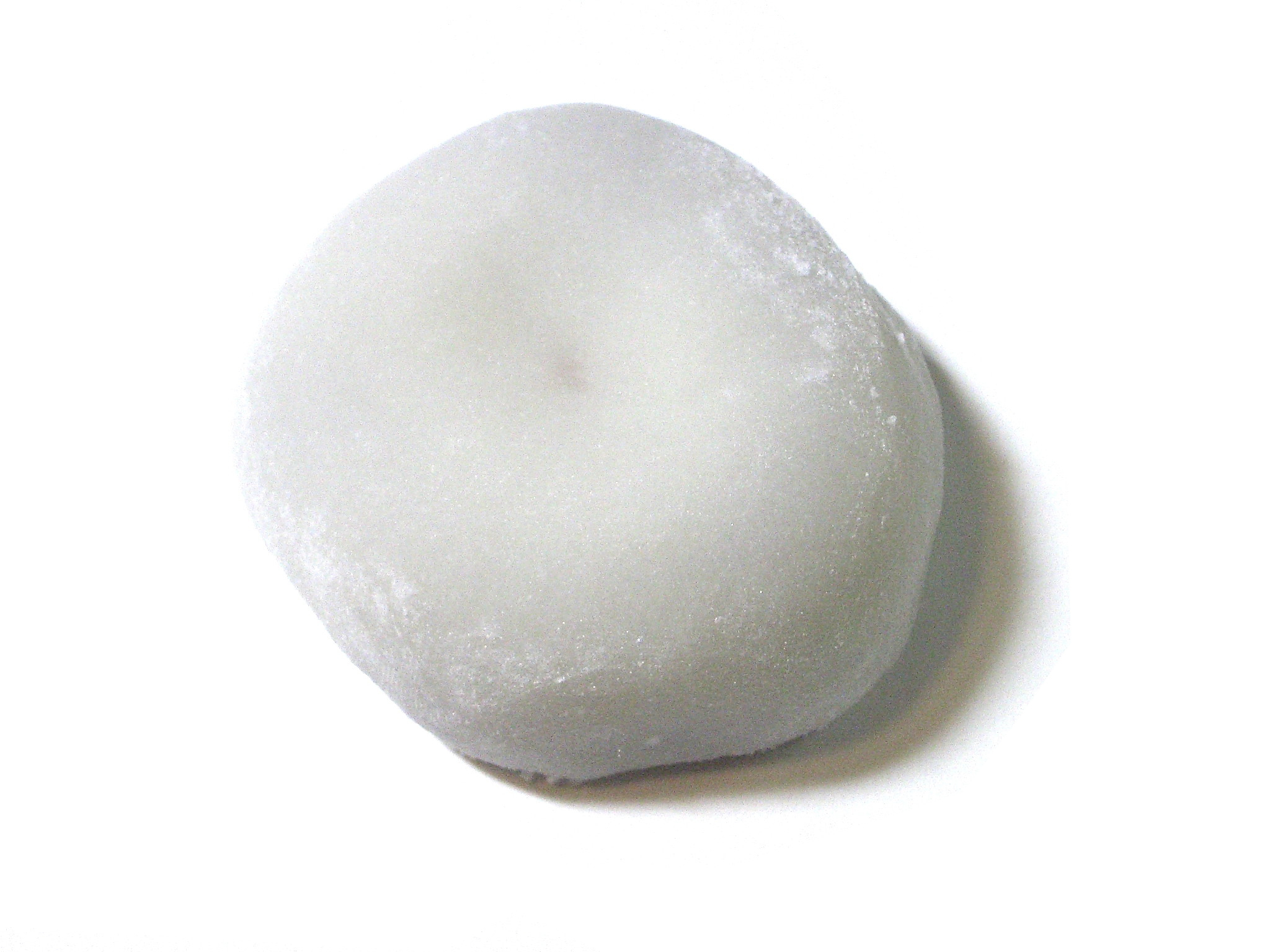
Daifuku-moči

Daifuku (大福), doslova „velké štěstí“, je japonské cukroví – malé kulaté moči (rýžové koláčky) se sladkou náplní, nejčastěji slazenou fazolovou pastou anko vyráběnou z červených fazolek azuki.
Daifuku se vyrábějí v mnoha variantách. Nejčastěji jsou bílé, bledě zelené nebo světle růžové, plněné pastou anko a vyráběné ve dvou velikostech, jedny malé přibližně průměru čtyři centimetry a druhé větší, „do dlaně“. Kromě anko se používají i jiné náplně, kousky ovoce, ovocné směsi, pasta z melounů a další. Daifuku bývají obalené v jemné vrstvě škrobu, která má zabránit tomu, aby se lepily k čemukoliv, čeho se dotknou. Někdy jsou obaleny i v práškovém cukru.

## Varianty
- Jomogi daifuku (蓬大福) jsou vyráběny z kusamoči (草餅), moči okořeněných pelyňkem.
- Ičigo daifuku (イチゴ大福) obsahují celé jahody.
- Jukimi daifuku (雪見だいふく, „sněhové daifuku“) jsou druh moči zmrzliny, zmrzlina v tenkém obalu z moči vyráběná firmou Lotte.